# Arai Mizuki
Mizuki Arai (新井 瑞希 Arai Mizuki, sinh ngày 14 tháng 4 năm 1997) là một cầu thủ bóng đá người Nhật Bản hiện tại thi đấu cho Kataller Toyama.

## Sự nghiệp
Sau 2 năm là một phần của SV Horn, Arai về lại Nhật Bả, ký hợp đồng với SC Sagamihara vào tháng 9 năm 2017.

## Thống kê câu lạc bộ
Cập nhật đến ngày 22 tháng 3 năm 2018.
| Thành tích câu lạc bộ | Thành tích câu lạc bộ | Thành tích câu lạc bộ              | Giải vô địch | Giải vô địch | Cúp                   | Cúp                   | Tổng cộng | Tổng cộng |
| Mùa giải              | Câu lạc bộ            | Giải vô địch                       | Trận         | Bàn          | Trận                  | Bàn                   | Trận      | Bàn       |
| Nhật Bản              | Nhật Bản              | Nhật Bản                           | Giải vô địch | Giải vô địch | Cúp Hoàng đế Nhật Bản | Cúp Hoàng đế Nhật Bản | Tổng cộng | Tổng cộng |
| --------------------- | --------------------- | ---------------------------------- | ------------ | ------------ | --------------------- | --------------------- | --------- | --------- |
| 2014–15               | SV Horn               | Giải bóng đá hạng nhất quốc gia Áo | 0            | 0            | 0                     | 0                     | 0         | 0         |
| 2015–16               | SV Horn               | Austrian Regionalliga              | 13           | 1            | 1                     | 0                     | 14        | 1         |
| Nhật Bản              | Nhật Bản              | Nhật Bản                           | Giải vô địch | Giải vô địch | Cúp Hoàng đế Nhật Bản | Cúp Hoàng đế Nhật Bản | Tổng cộng | Tổng cộng |
| 2017                  | SC Sagamihara         | J3 League                          | 11           | 2            | 0                     | 0                     | 11        | 2         |
| Tổng                  | Tổng                  | Tổng                               | 24           | 3            | 1                     | 0                     | 25        | 3         |